# Maurice Guillaudot
Maurice Guillaudot est un militaire français, ancien combattant de la Première Guerre mondiale et résistant français, né le 28 juin 1893 à Paris et mort le 25 mai 1979 à Hédé (Ille-et-Vilaine). Il est Compagnon de la Libération par décret du 19 octobre 1945.

## Biographie
Il prend part à la Première Guerre mondiale où il est fait chevalier de la Légion d'honneur en août 1918.
Il suit ensuite une formation à l'École d'application de la Gendarmerie à Versailles. Il est élevé au grade de capitaine en 1928, puis à celui de chef d'escadron (équivalant à commandant) en 1936. Il est affecté à Vitré (Ille-et-Vilaine) en 1940, à la tête du 2e groupe de la 4e Légion de la Garde républicaine mobile. Cette branche de la Gendarmerie étant dissoute en zone occupée, il est placé à la tête de la gendarmerie à Rennes.
À la suite de son refus de faire charger les nombreux Rennais venus le 17 juin 1941 fleurir les tombes des victimes du bombardement allemand du 17 juin 1940, il est muté à Vannes. 
Il devient le chef de l'Armée secrète dans le Morbihan. Il limite les arrestations des réfractaires au STO et recueille de précieux renseignements (dont la carte des fortifications allemandes dans le département) qu'il transmet à Londres, via notamment le maquis de Saint-Marcel.
Arrêté le 10 décembre 1943, il est déporté à Neuengamme en Allemagne d'où il revient en mai 1945. Il est nommé général en octobre 1945, avant d'être accusé de complot contre la République dans le cadre de l'affaire du plan bleu à la fin des années 1940.
Marié à Hélène Bernard, il a eu deux fils, Georges et Jean et une petite-fille, Valérie Guillaudot.

## Décorations
- Grand-croix de la Légion d'honneur[2]
- Compagnon de la Libération par décret du 19 octobre 1945[4]
- Croix de guerre 1914–1918 (6 citations)
- Croix de guerre 1939–1945 (2 citations)

## Hommages
Une rue de Rennes, adjacente à la préfecture de région, perpétue son souvenir.
Une rue de Vannes, adjacente à l'hôpital Prosper-Chubert.
La caserne  de gendarmerie de Vannes  porte le nom de « caserne Guillaudot » et la caserne  de gendarmerie de Rennes porte le nom de « caserne général Maurice Guillaudot ».

## Œuvre écrite
- Maurice Guillaudot, Criminels de paix, S.E.C.M., Paris, 1949.

## Sources principales
- Notice du site de l'Ordre de la Libération ;
- Alain Lozac'h, Petit lexique de la deuxième guerre mondiale en Bretagne, Éditions Keltia Graphic, Spézet, 2005.